# Raymond de La Tailhède
Raymond Pierre Joseph Gagnabé de La Tailhède, född den 14 oktober 1867 i Moissac, död den 25 april 1938 i Montpellier, var en fransk skald.
La Tailhède utgav 1890 sin vän Jules Telliers Reliques och publicerade själv dikter (Odes, Sonnets, Hymnes, La métamorphose des fontaines, 1895) av suggestiv lyrisk stämning. Han tillhörde den så kallade "romanska" skolan av skalder, som särskilt framhöll återgången till renässansens mästare som en huvuduppgift.